# Ignacio Salcedo
Ignacio María Salcedo Sánchez (Madrid, 1947. május 22. –) spanyol labdarúgó, középpályás.

## Pályafutása

### Klubcsapatban
1969 és 1977 között a Atlético Madrid labdarúgója volt. 1978-ban a kanadai Toronto Metros-Croatia, majd az amerikai Southern California Lazers csapatában játszott. Az Atléticóval három spanyol bajnoki címet és két kupagyőzelmet ért el. Tagja volt az 1973–74-es idényben BEK-döntős együttesnek.

### A válogatottban
1969-ben egy alkalommal szerepelt a spanyol amatőr válogatottban.

## Sikerei, díjai
Atlético Madrid
- Spanyol bajnokság (La Liga)
  - bajnok (3): 1969–70, 1972–73, 1976–77
- Spanyol kupa (Copa del Generalísimo)
  - győztes (2): 1972, 1976
- Bajnokcsapatok Európa-kupája (BEK)
  - döntős: 1973–74
- Interkontinentális kupa
  - győztes: 1974